# Tagikistan ai Giochi della XXIX Olimpiade
Il Tagikistan ha partecipato ai Giochi della XXIX Olimpiade di Pechino, svoltisi dall'8 al 24 agosto 2008, con una delegazione di 15 atleti.

## Medaglie
| Medaglia | Atleta            | Sport | Evento                      |
| -------- | ----------------- | ----- | --------------------------- |
| Argento  | Yusup Abdusalomov | Lotta | Lotta libera 84 kg maschile |
| Bronzo   | Rasul Boqiev      | Judo  | 73 kg maschile              |

## Atletica leggera
| Gara                | Atleta          | Qualificazioni | Qualificazioni | Finale  | Finale |
| Gara                | Atleta          | Misura         | Pos.           | Misura  | Pos.   |
| ------------------- | --------------- | -------------- | -------------- | ------- | ------ |
| Lancio del martello | Dilshod Nazarov | 75,35 m        | 5              | 76,54 m | 9      |

## Judo
| Gara  | Atleta                 | Preliminari                            | Tabellone principale                   | Tabellone principale                 | Tabellone principale         | Tabellone principale                   | Tabellone principale | Ripescaggi | Ripescaggi | Ripescaggi | Ripescaggi                          |
| Gara  | Atleta                 | Preliminari                            | Sedicesimi                             | Ottavi                               | Quarti                       | Semifinali                             | Finale               | 1º turno   | Quarti     | Semifinali | Finale                              |
| ----- | ---------------------- | -------------------------------------- | -------------------------------------- | ------------------------------------ | ---------------------------- | -------------------------------------- | -------------------- | ---------- | ---------- | ---------- | ----------------------------------- |
| 73 kg | Rasul Bokiev           |                                        | Eric Kibanza (RD del Congo) 0210-0000  | Gennadiy Bilodid (Ucraina) 1000-0000 | Si Rijigawa (Cina) 1110-0001 | Wang Ki-Chun (Corea del Sud) 0001-0010 |                      |            |            |            | Dirk Van Tichelt (Belgio) 0011-0000 |
| 81 kg | Sherali Bozorov        | Kouami Sacha Denanyoh (Togo) 0010-0011 |                                        |                                      |                              |                                        |                      |            |            |            |                                     |
| 90 kg | Negmatuillo Asranqulov |                                        | Elxan Məmmədov (Azerbaigian) 0000-0011 |                                      |                              |                                        |                      |            |            |            |                                     |

## Lotta
| Gara  | Atleta             | Tabellone principale          | Tabellone principale      | Tabellone principale       | Tabellone principale              | Ripescaggi | Ripescaggi | Ripescaggi |
| Gara  | Atleta             | Ottavi                        | Quarti                    | Semifinali                 | Finale                            | Quarti     | Semifinali | Finale     |
| ----- | ------------------ | ----------------------------- | ------------------------- | -------------------------- | --------------------------------- | ---------- | ---------- | ---------- |
| 60 kg | Vitalij Korjakin   | Kenichi Yumoto (Giappone) 3-6 |                           |                            |                                   |            |            |            |
| 84 kg | Jousop Abdusalomov | Sandeep Kumar (Australia) 8-0 | Taras Danko (Ucraina) 7-0 | Serhat Balci (Turchia) 4-0 | Revaz Mindorashvili (Georgia) 3-9 |            |            |            |

## Pugilato
| Gara               | Atleta           | Sedicesimi                     | Ottavi                               | Quarti                                          | Semifinali | Finale |
| ------------------ | ---------------- | ------------------------------ | ------------------------------------ | ----------------------------------------------- | ---------- | ------ |
| Pesi mosca leggeri | Sherali Dostiev  | Yampier Hernández (Cuba) 12-1  |                                      |                                                 |            |        |
| Pesi mosca         | Anvar Yunusov    | Jackson Chauke (Sudafrica) 9-1 | Robenilson Vieria (Brasile) 12-6     | Somjit Jongjohor (Thailandia) 1-8               |            |        |
| Pesi mediomassimi  | Djakhon Kurbanov | Abbos Atoev (Uzbekistan) 11-3  | Marijo Sivolija-Jelica (Croazia) 8-1 | Yerkebuian Shynaliyev (Kazakistan) squalificato |            |        |

## Nuoto
| Gara                        | Atleta             | Batterie | Batterie | Semifinali | Semifinali | Finale | Finale |
| Gara                        | Atleta             | Tempo    | Pos.     | Tempo      | Pos.       | Tempo  | Pos.   |
| --------------------------- | ------------------ | -------- | -------- | ---------- | ---------- | ------ | ------ |
| 50 m stile libero maschili  | Alisher Chingizov  | 29"10    | 86       |            |            |        |        |
| 50 m stile libero femminili | Katerina Izmaylova | 32"09    | 80       |            |            |        |        |

## Sollevamento pesi
| Gara  | Atleta       | Strappo | Strappo | Slancio | Slancio | Totale | Posizione |
| Gara  | Atleta       | Ris.    | Pos.    | Ris.    | Pos.    | Totale | Posizione |
| ----- | ------------ | ------- | ------- | ------- | ------- | ------ | --------- |
| 69 kg | Nizom Sangov | 115     | 27      | 135     | 24      | 250    | 24        |

## Tiro
| Gara                        | Atleta         | Qualificazioni | Qualificazioni | Finale    | Finale       | Finale |
| Gara                        | Atleta         | Punteggio      | Pos.           | Punteggio | Punt. totale | Pos.   |
| --------------------------- | -------------- | -------------- | -------------- | --------- | ------------ | ------ |
| Pistola 10 m aria compressa | Sergey Babikov | 574            | 31             |           |              |        |

## Tiro con l'arco
| Gara                  | Atleta               | Turno di qualificazione | Turno di qualificazione | Turno 1                            | Turno 2 | Ottavi | Quarti | Semifinali | Finale |
| Gara                  | Atleta               | Punteggio               | Pos.                    | Turno 1                            | Turno 2 | Ottavi | Quarti | Semifinali | Finale |
| --------------------- | -------------------- | ----------------------- | ----------------------- | ---------------------------------- | ------- | ------ | ------ | ---------- | ------ |
| Individuale femminile | Albina Kamaletdinova | 547                     | 63                      | Yun Ok-hee (Corea del Sud) 102-109 |         |        |        |            |        |